# Коровий (ручей, впадает в Белое море)
Коровий — ручей в России, протекает по территории Малошуйского городского поселения Онежского района Архангельской области. Длина ручья — 10 км.
Ручей берёт начало из болота без названия на высоте выше 14,9 м над уровнем моря и далее течёт преимущественно в северном направлении по заболоченной местности.
Устье реки находится на Поморском берегу Онежской губы Белого моря.
Населённые пункты на ручье отсутствуют.
Код объекта в государственном водном реестре — 03010000212202000007565.